# Parlamentswahl in Costa Rica 2006
- FA: 1
- PAC: 17
- PLN: 25
- PUSC: 5
- PUN: 1
- PASE: 1
- ML: 6
- PREN: 1

Die Parlamentswahl in Costa Rica 2006 fand am 5. Februar 2006 statt. Zum selben Zeitpunkt wurde außerdem die Präsidentschaftswahl abgehalten.

## Ablauf
Gewählt wurden 57 Abgeordnete für die Legislativversammlung von Costa Rica. Die Wahl erfolgte nach dem Verhältniswahlrecht. Die Legislaturperiode betrug vier Jahre.

## Ergebnis
Gewinner der Wahl mit 36,5 % war die Partido Liberación Nacional mit dem gleichzeitig größten Stimmenzuwachs. Der große Verlierer hingegen war die Partido Unidad Socialcristiana, welche rund 22 % der Stimmen verlor und mit nur noch 7,8 % vom einstmals ersten auf den vierten Platz abrutschte.
| Partei                     | Partei                                          | Stimmen   | Stimmen | Stimmen | Sitze  | Sitze |
| Partei                     | Partei                                          | Anzahl    | %       | +/−     | Anzahl | +/−   |
| -------------------------- | ----------------------------------------------- | --------- | ------- | ------- | ------ | ----- |
|                            | Partido Liberación Nacional (PLN)               | 589.731   | 36,5    | +9,4    | 25     | +8    |
|                            | Partido Acción Ciudadana (PAC)                  | 409.030   | 25,3    | +3,3    | 17     | +3    |
|                            | Movimiento Libertario (ML)                      | 147.934   | 9,2     | −0,1    | 6      | ±0    |
|                            | Partido Unidad Socialcristiana (PUSC)           | 126.284   | 7,8     | −22,0   | 5      | −14   |
|                            | Partido Renovación Costarricense (PRC)          | 55.798    | 3,6     | ±0,0    | –      | −1    |
|                            | Partido Unión Nacional (PUN)                    | 40.280    | 2,5     | Neu     | 1      | Neu   |
|                            | Unión Para el Cambio (UPC)                      | 37.994    | 2,4     | Neu     | –      | Neu   |
|                            | Partido Restauración Nacional (PREN)            | 32.909    | 2,0     | Neu     | 1      | Neu   |
|                            | Partido Accesibilidad Sin Exclusión (PASE)      | 25.690    | 1,6     | Neu     | 1      | Neu   |
|                            | Patria Primero (PP)                             | 26.438    | 1,6     | Neu     | –      | Neu   |
|                            | Frente Amplio (FA)                              | 17.751    | 1,1     | Neu     | 1      | Neu   |
|                            | Alianza Democrática Nacionalista (ADN)          | 14.537    | 0,9     | Neu     | –      | Neu   |
|                            | Partido Fuerza Democrática (PFD)                | 13.675    | 0,8     | −1,2    | –      | ±0    |
|                            | Partido Integración Nacional (PIN)              | 12.945    | 0,8     | −0,9    | –      | ±0    |
|                            | Partido Acción Laborista Agrícola (PALA)        | 11.713    | 0,7     | ±0,0    | –      | ±0    |
|                            | Partido Unión Agrícola Cartaginés (PUAC)        | 9.395     | 0,6     | +0,1    | –      | ±0    |
|                            | Unión Patriótica (UP)                           | 8.612     | 0,5     | Neu     | –      | Neu   |
|                            | Partido Acción Democrática Alajuelense (PADA)   | 7.867     | 0,5     | Neu     | –      | Neu   |
|                            | Coalición Izquierda Unida (IU)                  | 5.744     | 0,4     | Neu     | –      | Neu   |
|                            | Partido Guanacaste Independiente (PGI)          | 5.010     | 0,3     | Neu     | –      | Neu   |
|                            | Partido Auténtico Herediano (PAH)               | 3.556     | 0,2     | Neu     | –      | Neu   |
|                            | Partido Integración Provincial Tres (PIP3)      | 2.835     | 0,2     | Neu     | –      | Neu   |
|                            | Nueva Liga Feminista (NLF)                      | 2.357     | 0,1     | Neu     | –      | Neu   |
|                            | Partido Verde Ecologista (PVE)                  | 1.885     | 0,1     | Neu     | –      | Neu   |
|                            | Movimiento de Trabajadores y Campesinos (MTC)   | 1.507     | 0,1     | Neu     | –      | Neu   |
|                            | Fuerza Agraria de los Cartagineses (FAC)        | 1.482     | 0,1     | Neu     | –      | Neu   |
|                            | Partido Auténtico Turrialbeño Cartaginés (PATC) | 1.002     | 0,1     | Neu     | –      | Neu   |
| Gesamt                     | Gesamt                                          | 1.613.961 | 100,0   |         | 57     |       |
| Gültige Stimmen            | Gültige Stimmen                                 | 1.613.961 | 97,1    | +0,1    |        |       |
| Ungültige Stimmen          | Ungültige Stimmen                               | 34.286    | 2,1     | +0,3    |        |       |
| Leere Stimmzettel          | Leere Stimmzettel                               | 14.652    | 0,9     | −0,3    |        |       |
| Wahlbeteiligung            | Wahlbeteiligung                                 | 1.662.899 | 65,2    | −3,6    |        |       |
| Nichtwähler                | Nichtwähler                                     | 887.714   | 34,8    | +3,6    |        |       |
| Wahlberechtigte            | Wahlberechtigte                                 | 2.550.613 |         |         |        |       |
| Quelle: Election Resources |                                                 |           |         |         |        |       |